# ديشمبية رفيعة
ديشمبية رفيعة (الاسم العلمي:Deschampsia angusta) هي نوع من النباتات تتبع جنس الديشمبية من الفصيلة النجيلية.